# Abelovo kritérium stejnoměrné konvergence
Abelovo kritérium se používá v matematické analýze k ověřování konvergence nekonečných posloupností. Je pojmenováno po Nielsi Abelovi
Je-li {\displaystyle \{u_{n}(x)\}_{n=1}^{\infty }} posloupnost funkcí, pro kterou platí
1. {\displaystyle u_{n}(x)} lze zapsat jako {\displaystyle u_{n}(x)=a_{n}.f_{n}(x)},
2. {\displaystyle \sum _{n=1}^{\infty }a_{n}} je konvergentní,
3. {\displaystyle f_{n}(x)} je monotónně klesající posloupnost (tj. {\displaystyle f_{n+1}(x)\leq f_{n}(x)} pro všechna přirozená n) a
4. {\displaystyle f_{n}(x)} je omezená pro daný interval [a, b] (tedy {\displaystyle 0\leq f_{n}(x)\leq M},

potom pro všechna x z intervalu [a, b] konverguje řada {\displaystyle \sum _{n=1}^{\infty }u_{n}(x)} stejnoměrně.